# Wilhelm Walther (Komponist)
Wilhelm Walther (* 28. Januar 1889 in Grebenau; † 24. Februar 1940 in Mauthausen) war ein deutscher Komponist und Schriftsteller.

## Leben
Wilhelm Walther war der Sohn des Forstwissenschaftlers und Ministerialdirigenten Philipp Walther (1856–1934). Nach dem Abitur am Ludwig-Georgs-Gymnasium Darmstadt 1907 studierte Walther Evangelische Theologie, legte das Staatsexamen ab und besuchte das Predigerseminar, wechselte dann aber zur Katholischen Theologie. Er arbeitete jedoch zeitlebens nicht als Theologe. Stattdessen widmete er sich der Komposition und Dichtung.
Nach frühem Klavierunterricht brachte er sich das Komponieren im Selbststudium bei; Arnold Mendelssohn wurde sein Mentor. Walther hat Lieder zu eigenen Texten und zu Texten von Friedrich Hölderlin, Stefan George, Rainer Maria Rilke, Karl Wolfskehl und anderen Dichtern komponiert, daneben hat er zahlreiche instrumentale Werke vor allem für Klavier und Kammermusik hinterlassen. Im Nachlass befinden sich über achtzig Kompositionen.
Literarisch stand er Wolfskehl nahe und verfasste Gedichte und Novellen, so Aus dem Ghetto von Worms (1915), Almosen (1920), Schloß im Ried (1922), im gleichen Jahr Der Hirt und das Einhorn. Dem ersten Gedichtband Der erwachende Garten (1912) folgten bis 1927 noch 14 weitere Lyrikbände; für viele Jahre stand die Lyrik im Mittelpunkt seines Schaffens. Dabei lebte und schrieb Walther in steter seelischer Bedrängung, ein selbstquälerischer Gottsucher. Er wurde zeitweise in psychiatrische Einrichtungen eingeliefert, weil er mit seiner unkonventionellen Religiosität den Behörden lästig war.
Nach der Machtergreifung der Nationalsozialisten im Jahr 1933 wurde er immer häufiger mit Vorwürfen wegen freundschaftlichen Kontakten zu jüdischen Künstlern und schließlich auch wegen seiner zeitweiligen Mitgliedschaft in der Kommunistischen Partei konfrontiert. Als sich Wilhelm Walther von den Nationalsozialisten verfolgt fühlte, versuchte er sich in der Schweiz in Sicherheit zu bringen. Doch die Schweiz verwehrte ihm den erhofften Schutz; stattdessen wurde Walther 1936 des Landes verwiesen. Beim erzwungenen Grenzübertritt aus der Schweiz wurde der inzwischen polizeilich gesuchte Walther verhaftet und im Februar 1937 in das KZ Dachau eingeliefert. Nach knapp dreijähriger „Schutzhaft“ in Dachau wurde Wilhelm Walther im September 1939 in das KZ Mauthausen überstellt und dort im Februar 1940 im Alter von 51 Jahren ermordet.

## Gedenken
Am 10. Oktober 2024 fand in der Akademie für Tonkunst ein Konzert mit Kompositionen von Wilhelm Walther statt, bei dem mehrere kammermusikalische Werke uraufgeführt wurden. Der künstlerische Nachlass Wilhelm Walthers wird heute in Freiburg i.Br. verwaltet.